# Osojnica (Doboj)
Osojnica (szerbül: Осојница), település Bosznia-Hercegovinában, a Szerb Köztársaság északi régiójában Doboj községben.

## Fekvése
A település Bosznia-Hercegovina északi részén, Dobojtól légvonalban 8, közúton 14 km-re délre, a Boszna jobb partján és az Ozren-hegység nyugati lejtőin, 160-560 méteres magasságban,  található.

## Népessége
| Nemzetiségi csoport | Népesség 1991 | Népesség 2013 |
| ------------------- | ------------- | ------------- |
| Szerb               | 660           | 376           |
| Bosnyák             | 5             | 0             |
| Horvát              | 6             | 2             |
| Jugoszláv           | 2             | 0             |
| Egyéb               | 3             | 0             |
| Összesen            | 676           | 378           |

## Története
A település 1878-ig tartozott az Oszmán Birodalomhoz, ekkor a berlini kongresszus határozata alapján az Osztrák-Magyar Monarchia része lett. 1879-ben az első osztrák-magyar népszámlálás során a Maglaji járáshoz és Boljanić községhez tartozó településnek 34 háztartása és 252 ortodox lakosa volt. 1910-ben a Maglaji járáshoz tartozó településen 74 háztartást, 458 ortodox és 8 római katolikus lakost találtak. A monarchia szétesésével 1918-ban előbb a Szerb-Horvát-Szlovén Királyság, majd 1929-től a Jugoszláv Királyság része lett. 1921-ben a Maglaji járáshoz tartozó községnek 440 lakosa volt, mind ortodox szerbek. Az 1929-es törvény értelmében, amikor Bosznia-Hercegovinát négy banovinára, Drinskára, Vrbaskára, Zetskára és Primorskára osztották, a település a Vrbaska banovina része lett, amelynek székhelye Banja Luka volt.
A második világháborúban Jugoszlávia megszállása után a Független Horvát Állam (NDH) része lett. A második világháború után 1992-ig a település a szocialista Jugoszlávia keretében a Bosznia-Hercegovinai Népköztársaság része volt. 1992-ig a település Maglaj község része volt. A háború kitörése után Trbuk, Osojnica, Striježevica és Jabučić Polje falvakat Doboj községhez csatolták, amelynek ma is a részei. A boszniai háborút lezáró daytoni békeszerződés rendelkezése alapján az ország területét felosztották a Bosznia-hercegovinai Föderáció és a boszniai Szerb Köztársaság között.  A békeszerződés utáni területmegosztási megállapodás értelmében a Boszniai Szerb Köztársasághoz és Doboj községhez került. 

## Nevezetességei
Szent Sziszoész tiszteletére szentelt pravoszláv temploma. A templom mérete 14x7 méter, építése 1985-ben kezdődött. Az alapkövet a háború előtt (1992-1995) Vaszilje, Zvornik-Tuzla püspöke szentelte fel. A bosznia-hercegovinai háborús konfliktusok alatt az építkezést felfüggesztették, majd a háború befejezése után folytatták. A templomot Vaszilje, a felelős érsek szentelte fel 1998. augusztus 2-án. A tölgyfa ikonosztázt a kostajnicai Dalibor Simić készítette. Az ikonosztázon látható ikonokat a doboji Aleksandar Vasiljević festette meg. Az új ikonosztázt a dobojai Savo Živković készítette.